# Мужская сборная Финляндии по баскетболу
Сбо́рная Финля́ндии по баскетбо́лу — национальная баскетбольная команда, представляющая Финляндию на международной арене. Главным тренером команды с 2022 года является Ласси Туови, ранее работавший помощником главного тренера сборной.

## История

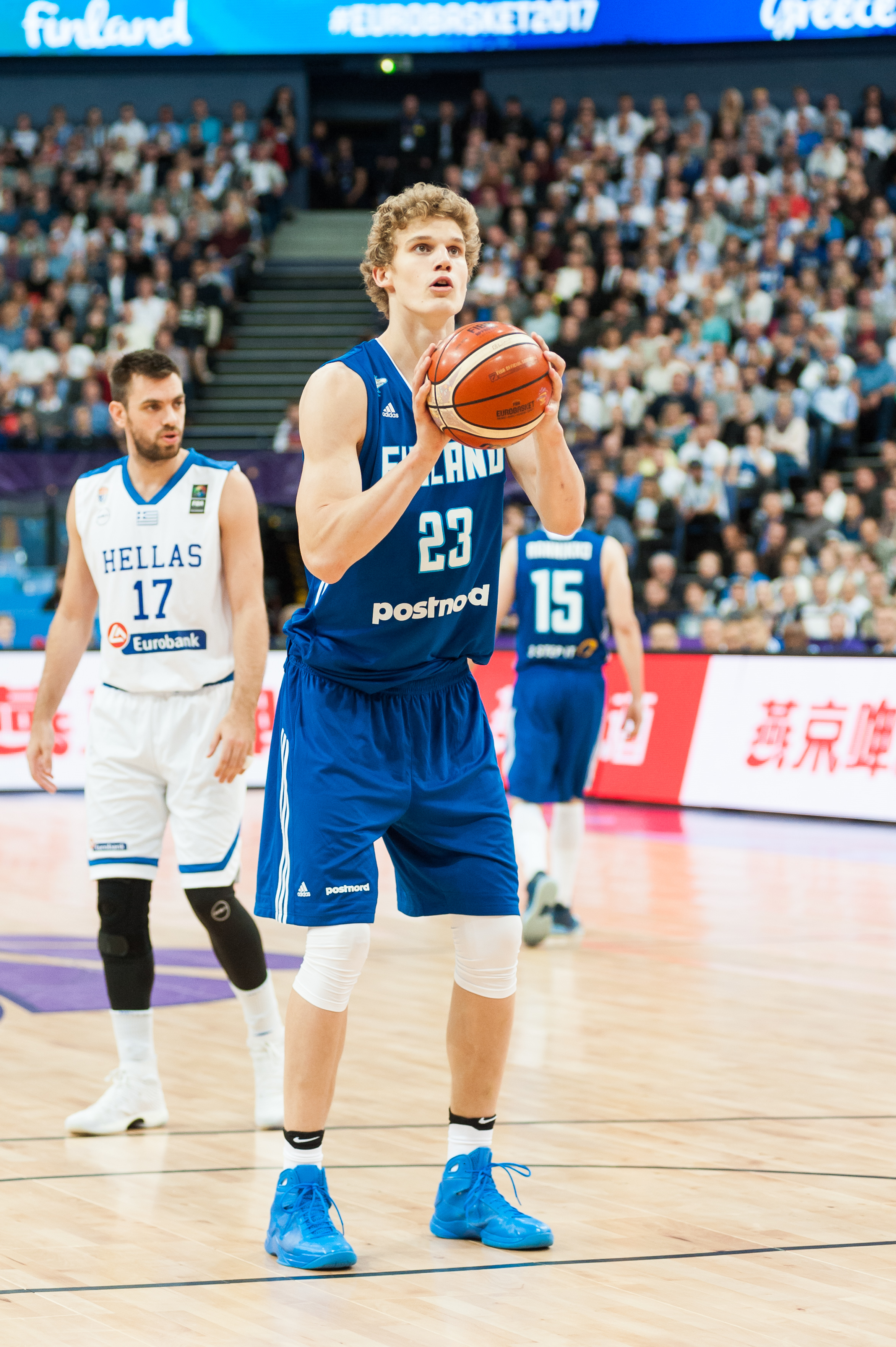
Лаури Маркканен на Евробаскете-2017

Финны дважды выступали на Олимпийских играх. На домашних Играх 1952 года они проиграли все три матча, хотя были близки к победе над болгарами (64-65). На Играх 1964 года на групповом этапе финны выиграли 3 из 7 матчей. Затем в матчах за 9-12-е места проиграли японцам и обыграли мексиканцев, заняв итоговое 11-е место.
В 1967 году на домашнем чемпионате Европы финны показали лучший в истории результат — шестое место. На групповой стадии финны заняли третье место, выиграв 5 из 7 матчей, в том числе сумев нанести единственное поражение будущим серебряным призёрам чехословакам (54-49). Затем финны обыграли израильтян и уступили румынам в матче за пятое место. 
В 1970-е, 1980-е и 1990-е и 2000-е годы финны выступали неудачно. С 1969 по 2011 годы они лишь дважды сумели пробиться на чемпионат Европы (в 1977 и 1995 годах), но выиграли на этих турнирах лишь 1 матч из 13. Об участии в Олимпийских играх и чемпионатах мира речь тем более не шла.
С начала 2010-х годов финны заиграли успешнее. Они пробивались на все чемпионаты Европы с 2011 года (частично это связано с расширением состава участников финальных турниров), на каждом турнире они одерживали не менее двух побед. Особенно финнам удался Евробаскет-2013 в Словении. На первой групповой стадии они выиграли 4 из 5 матчей, победив в том числе команды Турции, России (во втором овертайме) и Греции. На втором групповом этапе финны уступили испанцам и хорватам и не сумели выйти в четвертьфинал. Лидером сборной с середины 2010-х годов стал один из ведущих европейских игроков НБА форвард Лаури Маркканен (род. 1997), сын звезды финского баскетбола 1980-х и 1990-х годов Пекки Маркканена.

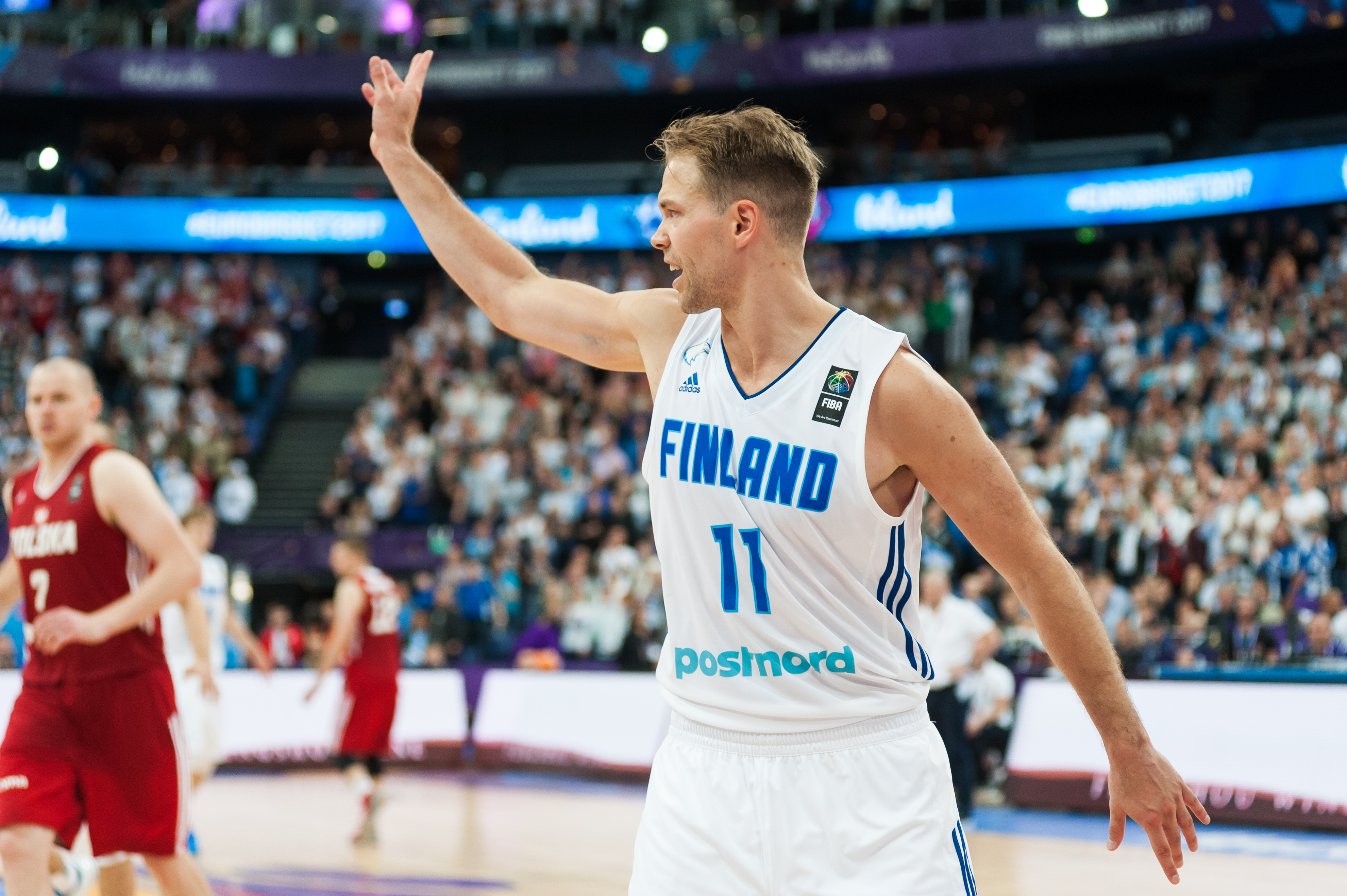
Один из лучших снайперов в истории финской сборной Петтери Копонен на Евробаскете-2017

В 2014 году финны дебютировали на чемпионатах мира на турнире в Испании, получив wild card от организаторов. Первый матч в истории чемпионатов мира для финнов закончился разгромом от сборной США (55-114), однако затем финны обыграли украинцев (81-76) и были близки к победам над турками (73-77 ОТ) и Новой Зеландией (65-67). Тем нее менее с 1 победой в 5 матчах финны заняли последнее место в своей группе.
На чемпионате Европы 2022 года финны впервые с 1967 года попали в восьмёрку лучших, обыграв в 1/8 финала команду Хорватии (94-86). Лидер сборной Финляндии Лаури Маркканен набрал в этом матче 43 очка за 32 минуты (19 из 29 попаданий с игры). В четвертьфинале против команды Испании финны в концовке первой половины вели 50-35, но в третьей четверти испанцы переломили ход матча и в итоге победили 100-90 (затем испанцы выиграли золото). Маркканен в этом матче за 35 минут набрал 28 очков (10 из 17 попаданий с игры) и сделал 11 подборов. Финны заняли итоговое восьмое место. Ведущие игроки сборной на протяжении 2010-х годов Шон Хафф и Петтери Копонен завершили спортивную карьеру после турнира.

## Чемпионаты мира
- 2014 — 22-e место
- 2023 — 21-e место

## Состав
| Перейти к шаблону «Состав сборной Финляндии по баскетболу» | Состав сборной Финляндии по баскетболу |  |

| Поз. | №  | Имя               | Дата рождения (возраст)  | Рост   | Клуб              |
| ---- | -- | ----------------- | ------------------------ | ------ | ----------------- |
| З    | 1  | Миро Литтл        | 30 мая 2004 (20 лет)     | 193 см | Санрайз Кристиан  |
| ТФ   | 7  | Шон Хафф (К)      | 5 мая 1984 (40 лет)      | 198 см | Хельсинки Сигаллс |
| АЗ   | 9  | Сасу Салин        | 11 июня 1991 (33 года)   | 191 см | Тенерифе          |
| РЗ   | 11 | Петтери Копонен   | 13 апреля 1988 (36 лет)  | 194 см | Хельсинки Сигаллс |
| З    | 14 | Хенри Кантонен    | 20 августа 1997 (27 лет) | 198 см | Каухайоки         |
| Ф    | 18 | Микаэль Янтунен   | 20 апреля 2000 (24 года) | 204 см | Тревизо           |
| ЛФ   | 19 | Элиас Валтонен    | 11 июня 1999 (25 лет)    | 204 см | Манреса           |
| Ц    | 20 | Александер Мадсен | 26 января 1995 (30 лет)  | 207 см | АЕК               |
| РЗ   | 21 | Эдон Максуни      | 21 марта 1998 (26 лет)   | 188 см | Хирос Ден Босх    |
| Ц    | 23 | Лаури Маркканен   | 22 мая 1997 (27 лет)     | 213 см | Юта Джаз          |
| З    | 35 | Илари Сеппяля     | 27 марта 1993 (31 год)   | 188 см | Сен-Шамон         |
| АЗ   | 41 | Топиас Пальми     | 26 августа 1994 (30 лет) | 194 см | Лимбург Юнайтед   |